# Ca la Mercè Fàbrega
Ca la Mercè Fàbrega és una casa noucentista de Sant Hilari Sacalm (Selva) inclosa a l'Inventari del Patrimoni Arquitectònic de Catalunya.

## Descripció
Edifici cantoner, situat al nucli urbà de Sant Hilari Sacalm, entre el carrer Sagrat Cor i el Passeig de la Font Vella.

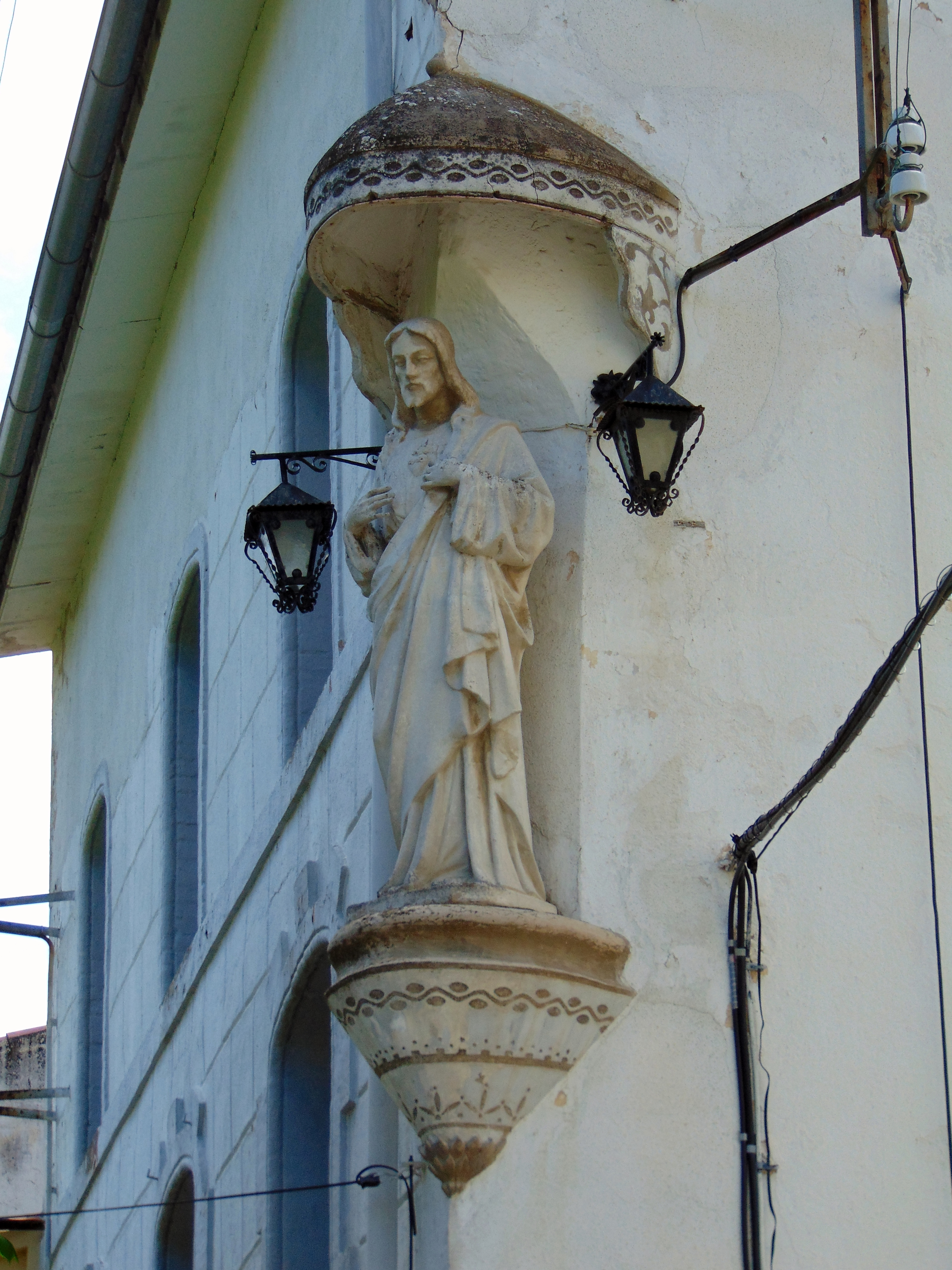
Imatge del Sagrat Cor a la cantonada

L'edifici, de planta baixa i dos pisos, està cobert per una teulada a doble vessant, desaiguada a les façanes principal i posterior.
A la façana principal, a la planta baixa, hi ha tres obertures: una de central que és una porta al costat esquerre i una finestra al costat dret, una porta al costat dret, i una finestra al costat esquerre. Totes les obertures són en arc rebaixat, i tenen un trencaaigües que les corona. Al primer pis, hi ha tres obertures en arc rebaixat, voltejades de falsos carreus de pedra, que donen sortida a un balcó corregut amb barana de ferro forjat. Una línia d'imposta marca el pas del primer al segon pis. Al segon pis, tres finestres en arc rebaixat emmarcades. La façana presenta un tractament que imita un encoixinat. Als peus de la façana hi ha un sòcol, que es distingeix per estar pintat de color gris a diferència de la façana que té una tonalitat blau clar. A la façana del carrer Sagrat Cor, hi ha una porta a la planta baixa, amb un treball de forja amb la data i les inicials "J 1917 M". Totes les obertures d'aquesta façana són en arc de llinda (arc pla). A la cantonada, entre el primer i segon pis, destaca la imatge de Jesucrist, situada en una fornícula coronada per un cupulí. En la fornícula hi ha enganxades dues làmpades de treball de forja.

## Història
La datació de la casa, 1917, es relaciona amb l'any que apareix en el reball de forja d'una porta.